# Paweł Pracownik
Paweł Pracownik (ur. 27 sierpnia 1973 w Lublinie, zm. 28 maja 2025) – polski trójboista siłowy oraz trener personalny, mistrz świata i trzykrotny mistrz Europy w wyciskaniu leżąc, jedenastokrotny mistrz Polski w wyciskaniu leżąc i trójboju siłowym, dziesięciokrotny złoty medalista Pucharu Polski w wyciskaniu leżąc.

## Życiorys
W latach 1995–1996 pracował jako instruktor w jednej z lubelskich siłowni, następnie uczęszczał do studium medycznego.
Na początku 1998 wraz z Pawłem Nadukiem założyli działającą do dzisiaj sekcję trójboju siłowego w Rykach, której członkowie zdobywali tytuły drużynowe mistrzów Polski w wyciskaniu i w trójboju juniorów i seniorów, wśród kobiet i mężczyzn.
W 2001 zdobył mistrzostwo Polski, Puchar Polski, mistrzostwo Europy i wreszcie mistrzostwo świata, po drodze bijąc kilkakrotnie rekordy Polski i Europy.
W Lublinie był prekursorem trójboju siłowego. W 2000 na prośbę ówczesnych władz PZKiTS założył Lubelski Okręgowy Związek Kulturystyki, Trójboju Siłowego i Fitness, wraz z grupą działaczy województwa lubelskiego. Był także współorganizatorem Mistrzostw Polski i Pucharu Polski w Wyciskaniu Leżąc, które odbyły się w Rykach w 2000, 2001 i 2003.
Od października 2007 był trenerem sekcji trójboju siłowego w AZS UMCS Lublin.